# Paulin Obiang Ndong
Pour les articles homonymes, voir Obiang et Ndong.
Paulin Obiang Ndong, né le 20 juillet 1951 à Abenelang (Oyem) est un homme politique gabonais. Originaire de la province du Woleu-Ntem (au Nord, frontière avec le Cameroun et la Guinée équatoriale), il est docteur en médecine vétérinaire, ce qui fait de lui l'un des premiers vétérinaires gabonais.

## Biographie
Il fut directeur d'Agrogabon (actuel SIAT Gabon), une société agro-industrielle et agro-alimentaire avant de rejoindre le rassemblement national des bûcherons (actuel RPG) ce qui lui a valu la perte de son poste à la tête de cette grande entreprise.
Il s'allie donc à Paul Mba Abessole opposant des années 1990. Il se présente deux fois aux élections législatives dans sa localité (Oyem) en 1996 et en 2001, mais il est toujours battu par le PDG (parti de Bongo). Secrétaire exécutif (3e personnalité) de son parti de 1998 à 2009, Paulin Obiang Ndong demeure un des faucons de son parti, et un grand nom de la politique de sa province, de son ethnie (fang) et du Gabon en général.
Il est élu sénateur en 2003 au 1er arrondissement de Libreville. Et depuis cette année[Quand ?], il a été réélu cette fois-ci dans sa ville natale. Il est actuellement[Quand ?] 3e vice-président du Sénat gabonais.
Il est marié et père d'une nombreuse famille, il possède une ferme dans sa ville.